# FL Studio
FL Studio (известен преди като FruityLoops) е цифрова аудио работна станция, разработена от белгийската компания Image-Line. FL Studio разполага с графичен потребителски интерфейс. Програмата се предлага в три различни издания за Microsoft Windows, включително Fruity Edition, Producer Edition и Signature Bundle. Image-Line предлага безплатни ъпдейти на програмата, което означава, че клиентите получават всички бъдещи актуализации на софтуера безплатно. Image-Line също така разработва FL Studio Mobile за Ipod Touch, iPhone, IPAD и Android устройства.
FL Studio може да се използва като инструмент за VST в други програми за аудио обработка, а също функционира като ReWire клиент. Image-Line предлага и други VST инструменти и аудио приложения. FL Studio се използва от електронни музиканти и диджеи като Afrojack, Avicii, Boi-1da и 9th Wonder. Както и Deadmau5, Porter Robinson и Martin Garrix.

## История
Първата версия на FruityLoops (1.0.0) е разработена от Didier Dambrin за Image-Line и е частично представена през декември 1997 г. Нейното официално представяне е в началото на 1998 г., когато все още е с четири каналана MIDI дръм машина. Dambrin става главен софтуерен архитект на програмата, и тя бързо претърпя поредица от големи ъпгрейди, които я направила популярна и сложна цифрова аудио работна станция. FL Studio е претърпял десет основни актуализации от самото му създаване.

## Преглед на софтуера

### Издания
- FL Studio Express (прекратено след версия 10). Тази версия позволява само редактиране и е основно подходящ за създаване на повтарящи се откъси. Всеки модел може да се състои от неограничен брой инструменти или откъси, или VST инструменти. Инструментите в модела могат да бъдат пренасочени към инструмента Mixer за преработка и ефекти. Във версия 10.0 са включени ефектите Delay, Delay Bank, Equo, Flangus, Parametric EQ & EQ2, Multiband Compressor, Spectroman, Stereo Enhancer, Wave Candy, Wave Shaper и Soundgoodizer. Не е добавенао пиано, плейлист, аудио запис или VST / ReWire клиент.
- Fruity Edition – Fruity Edition позволява на потребителите достъп до списъка с песни, пиано и функции за автоматизация, която даде възможност за сложео и продължително наслагване на откъси и ефекти. Също така поддържа VST / ReWire така че FL Studio може да се използва като инструмент в други аудио програми, като например Cubase, Sonic Solutions, Logic, и друг софтуер. От версия 10.0 това изданията включват Simsynth – жив синтезатор, DrumSynth – перкусии синтезатор, DX10FM синтезатор и Wasp / Wasp XT синтезатори. Не са аудио функция за запис.
- Producer Edition – Producer Edition включва всички характеристики на Fruity Edition, както и пълен запис на вътрешни и външни аудио файлове и инструменти за продуциране. Тя дава възможност за ръчно рисуване точка и крива на базата на звука. Приставките включват Edison, Slicex, Sytrus, Maximus, Vocodex и Synthmaker. Той също така дава възможност за гледане на вълната на аудиоклипове и възможност за добавяне на точки за означаване.
- Signature Bundle – Това издание включва Producer Edition, както и поредица от плъгини като Fruity Video плеър, DirectWave Sampler, Harmless, NewTone, Pitcher, Gross Beat и Hardcore Guitar Effects Suite.
- Безплатна демо – безплатна демо версия включва всички функции на програмата и повечето плъгини и позволява на потребителите да правят проект на аудио към WAV, MIDI, MP3 и OGG Все пак, има няколко недостатъка на това ограничение, като проекти, записани в демо режим ще се отворят напълно, след като FL Studio и плъгините са били регистрирани. Също така, инструментални настройки не могат да бъдат запазени и аудио изхода на някои инструменти ще изреже малка част на всеки няколко минути, докато програмата и нейните приставки не бъде регистрирани.
- Mobile – На 21 юни 2011, Image-Line пусна FL Studio Mobile за IOS и април 2013 г. за Android.

Groove – На 2 септември 2013 г., е пуснато ново самостоятелно приложение за Windows 8. Това е приложение за Groovebox стил оптимизиран за докосване базирани създаване на музика.

### Системни изисквания
FL Studio 12 версия за Windows 2000 / XP / Vista / 7/8/10 (32-битова или 64-битова версия) или за Intel Mac-ове с Boot Camp. Тя изисква 2GHz AMD или Intel Pentium 3 CPU с поддръжка на SSE1, 1 GB свободно дисково пространство и най-малко 1 GB оперативна памет.

### Програмни функции
Версия 12 е най-новата версия на FL Studio. Добавен е нов графичен дизайн, редактирани плъгини, мулти-тъч поддръжка, нов дизайн миксер, подобрена 32 & 64 битова плъгин поддръжка и по-добро управление на файлове. Версия 11, Въведена през април 2013 г., тя включва мулти-тъч поддръжка, подобрена темпо автоматизация, нови плъгини като BassDrum, GMS, Effector, Patcher, и нови пиано функции (VFX Key Mapper, VFX Color Mapper).
Версия 10, въведен на 29 март 2011 г., включена в нов браузър проект, фиксирани са някои бъгове и загладени точки. Той също така въведе кръпка на файлове.
Версия 9 въвежда поддръжка за многоядрена преработка на ефекти и подобрена поддръжка за инструменти за многоядрена преработка.
Интерфейса позволява смесител за конфигураия с произволен брой канали. Това позволява смесване на 2.1, 5.1 или 7.1 съраунд звук, толкова, колкото интерфейс изхода на хардуера има еквивалентен брой изходи. Миксерът също поддържа аудио вход, което позволява на FL Studio вписване на многоканален звук.
FL Studio поддържа времево разтягане / изместване, рязане, кълцане, и редактиране на аудио, и след версия 8 може да записва до 64 едновременни аудио записи. Други ключови характеристики включват цифрово пиано. Аудиото може да бъде внесено или изнесено в WAV, MP3, OGG, MIDI, ZIP, или проект с разширение името на файла .flp.
Демото е много функционално дори и позволява на потребителите да отварят регистрираната версия, и да смесват техните песни от най-популярните формати.

## Приставки
FL Studio предлага различни плъгини и генератори (софтуерни синтезатори. FL Studio също има поддръжка за VST и DirectX плъгини. API е вграден в програмата за пълеа VST, VST2, VST3, DX и ReWire съвместимост. Много от плъгините също могат да функционират самостоятелно като самостоятелни програми.
- Dashboard – Един включен плъгин, който позволява създаването на пълна автоматизация-съвместими хардуер интерфейси за MIDI устройства. Това позволява FL Studio да контролира хардуер от рамките на програмата. От версия 9.0 също така поддържа множество контролери за различни генератори и ефекти.
- Edison – Edison е вълнов редактор и инструмент за запис в VST формат, въпреки че Image-Line също произвежда самостоятелна версия, която не изисква FL Studio. Той е включен в изданието на производителя и позволява спектрален анализ, конволюция реверберация, линия за записване, както и поддръжка на реплика точки.
- Fruity Video Player – включени в пакета Edition, тя позволява съставянето и синхронизирането на аудио и видео.
- Deckadance (често наричан DD) – самостоятелна DJ конзола за смесване, която може да се използва във FL Studio като VST плъгин. Първоначално излиза през май 2007 г., и е бил предоставен заедно с FL Studio 7 като незадължителен част от пакет за изтегляне.
- Maximus – Maximus е многолентов аудио ограничител и компресор за овладяване на проекти или песни. Той също така служи като разширител, ducker, de-Esser и е включен в изданието Bundle.
- Riff Machine Self – генерира мелодии на пиано със случайно избран инструмент с контрол на параметрите за оформянето на мелодии. Въведена през версия 9.
- Fruity Stereo Shaper – стерео процесор с миксер за ляв и десен канали и техните еквиваленти и контроли за закъснението на канала, и фазово отместване. Въведена през версия 9.

### Виртуални ефекти
FL Studio е част от пакета с различни звукови ефекти за обработка, включително общи аудио ефекти, като хор, компресия, забавяне, фленджъра, фазер, реверберация, изравняване, вокодера, максимизиране и ограничаване.
- Gross Beat – времева корекция, обем на звука, манипулация на страничната берига.
- Hardcore Guitar Effects Suite – мулти-ефекти набор от приставки, предназначени да наподобяват „стомпбокси“ китаристи, които работят за всеки инструмент.
- Juice Pack – Колекция от патентовани плъгини пренесли VST формат за използване в други музикални източници. Съдържанието на този пакет не се е променило след неговото пускане. Той включва забавяне, EQUO, Flangus, LovePhilter, Multiband Compressor, Notebook, Parametric EQ, Parametric EQ 2, Spectroman, Stereo Enhancer, Вокодерните, Wave Candy, и Wave Shaper плъгини.
- Vocodex – Авангарден ефект включен в Producer изданието на версия 10.
- NewTone – корекция на терена и времето, дава възможност за рязане, коригиране и редактиране на вокали, инструментали, и други записи. Въведена като демо версия с FL Studio 10.
- Pitcher – Служи за корекция в реално време и инструмент за хармонизиране за създаване или коригиране 4 гласови хармонии по MIDI контрол от клавиатурата или пиано ролка. Въведена като демо версия с FL Studio 10.
- Patcher – безплатен плъгин за верижни реакции, които след това могат бързо да бъдат качени в нови проекти.

ZGameEditor Visualizer. Плъгин ефект за безплатна визуализация, базирани на отворен ZGameEditor източник.

### Вземане на проби
- DirectWave Sampler – софтуер за вземане на проби, който осигурява запис на проба, за редактиране на форма на вълната, и DSP ефекти (работи както за VST, така и живи инструменти).
- SliceX – семплер за преработка и повторно организиране на записани drumloops, включени в изданието Producer.

### Синтезатори
FL Studio е пакет с 32 генераторни плъгини (октомври 2011 г.). Някои от тях са демонстрации. В списъка са включени;
- 3XOsc – генератор с три програмируеми осцилатора, които произвеждат наситен звук с ниска употреба на паметта.
- Boo Bass – емулатор на монофонична бас китара.
- Buzz Generator – обвивка за голям брой генератори от Buzzmachines.com
- Drumaxx – синтезатор проектиран да емулира и създав звука на ударни инструменти.
- DrumSynth Live – Дава възможност за синтез перкусии. Във всички издания.
- DX10FM – пресъздава класическата FM. Включено в Fruity Edition и по-новите.
- FL Slayer – FL Slayer е симулатор на електрическа китар разработена първоначално от reFX който е оборудван с висококачествен усилвател, ефекти и инструменти, за да се даде възможност за реалистично пресъздаване на стотици китарни звуци. Това е VSTi плъгин и е включен във всяка версия на FL Studio.
- Groove Machine – виртуална дръм машина
- Harmor – добавка с възможност за кодиране на снимки в музика.
- Morphine – добавка, която позволява на гласове да се смесват.
- Ogun – Авангарден програмируем синтезатор главно за създаване на метални тембри.
- Sacura – синтезатор, който е проектиран да емулира струнни инструменти.
- SimSynth Live – по модел на класическите аналогови синтезатори от 1980 с три осцилатора и с програмируем раздел LFO. Създаден от David Billen, Frederic Vanmol и Dide Dambrin.
- SynthMaker – FL Studio Producer Edition въведе версия на SynthMaker, популярна графична среда за програмиране за синтезатори. Тя дава възможност за създаването и споделянето на нови инструменти.
- Sytrus – софтуер синтезатор. Първата версия е била пусната с FL Studio версия 4.5.1. Втората версия на Sytrus (пусната с FL Studio 6) идва с набор от настройки, които обхващат много видове звуци. Sytrus използва комбинация от изваждащ синтез, добавящ синтез, FM синтез, и пръстен модулация, позволява производството на звуци, вариращи от барабан комплекти до органи. Sytrus осигурява голям брой корекции и контрол, включително и промяна на формата, редактиране хармоници, EQ, модулатор, филтри, реверберация, закъснение и хор.
- Toxic Biohazard – виртуален синтезатор подобен на Sytrus, използва FM и изваждащ синтез.
- WASP / WASP XT – осцилатор синтезатор, създаден от Ричард Хофман.

## История на версиите
| Версия               | Дата              | Бележки |
| -------------------- | ----------------- | --- |
| 1.0.0                | 18 декември 1997  | MIDI частично пускане на програмата |
| 1.3.56               | 1 септември 1998  | Добавен е модул за бележки |
| 1.4.0                | 16 декември 1998  | Добавени са анимации и кит за барабани |
| 1.5.23               | 3 май 1999        | VST добавен е нов плъгин |
| 2.0.1                | 21 ноември 1999   | Добавена е поддръжка на DirectX плъгина, нов дизайн, запис на живо |
| 2.1.1.               | 19 януари 2000    | Вече се използва LAME .mp3 декодер, биит енджин, добавен е и нов плъгин |
| 2.5.1                | 19 април 2000     | Комплект FruityPlugins, включително Fruity Reeverb и FruityEqualizer |
| 2.7.0                | 22 юли 2000       | Fruity Fast LP плъгин |
| 2.7.1                | 25 септември 2000 | Fruity Phaser плъгин от Smart Electron |
| 3.0.0                | 25 януари 2001    | 2001 Пиано преобръщане и метроном, MIDI ново оформление. DrumSynth модернизиран, новите плъгини включват 3x OSC, BeepMap изображение, Fruity PanOMatic, Fruity тетрадка, а други |
| 3.3.0                | 15 октомври 2001  | Добавен ASIO изход, Fruity db, контрол на множество MIDI устройства, до 8 плъгини на пистата, скорост и клавиатура за проследяване на всички канали. Нови плъгини: Fruity Slicer, Fruity Granulizer и Fruity Big Clock |
| 3.5.4.               | 19 юни 2002       | Разрешено копиране / поставяне / запазване на автоматизация, на разположение като VSTi плъгин програма |
| 4.0.0                | 5 март 2003       | Програма променя своето име от FruityLoops на FL Studio с тази версия. Нов списък с песни, FX прозорци, изработени в смесител, подобрения на пианото, DXi плъгин |
| 4.1.0                | 7 април 2003      | Нови безплатни плъгини |
| 4.5.1                | 29 декември 2003  | Безплатен вокодер плъгин |
| 5.0.0                | 22 ноември 2004   | Добавени нови плъгини: Sytrus и ефектите Fruity Flangus, New ReWire |
| 6.0.1                | 8 декември 2005   | Fruity Slicer ъпгрейд, запис на основната линия, разтягане на времето и преместване в аудио записи, добавен темпо детектор за внесените аудио записи. Нови плъгини: Fruity WaveShaper и ефект Fruity Pad Controller |
| 7.0.0                | 30 януари 2007    | FL компилиран с Delphi 2005 г., множество входни MIDI устройства, Sytrus подобрения, нова GM за DrumSynth Live. Нови плъгини включени Wasp XT и DirectWave семплер. |
| 8.x                  | 8 ноември 2008    | Езика на програмата е вече на Delphi 2006. BeepMap позволява плъзгане и пускане, ъпгрейди на Sytrus, поддръжка на AIFF файлове в Семплер канали, поддръжка на Apple Loops AIFF разширения, DirectWave поддръжка за AIFF. Нови плъгини: Fruity Parametric EQ 2, Edison аудио редактор и Fruity Love ефект.                          |
| 9.0.0                | 9 септември 2009  | Edison плъгин ъпгрейд. Нови плъгини: Slicex drumloop генератор, SynthMaker |
| 9.1.0                | 5 май 2010        | Wave Candy модернизирани, добавена е поддръжка на Korg nanoKey, nanoPad и nanoKontrol контролери, нова Riff Machine, Fruity Dance ъпгрейд, ъпгрейд до LAME 3.98.2, Edison обновена, за да експортирате в OGG файлове. Нови плъгини: Ogun (+ Autogun) синтезатор, Gross Beat аранжор ефект, Vocodex, Sakura и Fruity Stereo Shaper. |
| 9.5.0                | 7 юли 2010        | Подобрено управление на паметта, аудиоклипове и Sampler Channels |
| 9.6.0                | 30 септември 2010 | Комплект корекция и хармонизация, ново пиано, ново управление на увеличението |
| 9.7.0                | 22 ноември 2010   | Нови опции ASIO и проследяване |
| 9.8.0                | 19 януари 2011    | Нова „Frozen LFO“ опция, резултат запис в PDF файл от пианото |
| 9.9.0                | 28 февруари 2011  | ZGameEditor Visualizer. |
| 9.9.7                | 7 март 2011       | Поправки на актуализации |
| 10.0.0               | 29 март 2011      | ZGameEditor Visualizer плъгин. |
| 10.0.2               | 19 май 2011       | Добавен FL Mobile, нов FLEngine |
| 10.0.5               | 21 юни 2011       | Добавена е „Записването започва с възпроизвеждането“ опция |
| 10.0.8               | 5 септември 2011  | Env редактор, гладки режими във всички плъгини, нов „Start Song“ маркер, DirectWave: вход и исзход на FL Mobile.instr файлове |
| 10.0.9               | 26 октомври 2011  | Harmor Mod XYZ, филтър чстотно изглаждане, както и Synthmaker 2.0.5 |
| 10.5 (beta)          | 13 април 2012     | Нов режим производителност, нови графики за клипове в плейлист, подобрена графика в пиано, връзки с помощта на MIDI портове, добавя визуална обратна връзка за безплатни проверки на контролера MCU, добавени „Chop акорди“ опция за пиано, нова библиотека изтегляне / съдържание, Fruity Squeeze.                                |
| 10.6 (beta)          | 2 юли 2012        | Частично поддръжка за мулти-тъч монитори в FL & някои плъгини, добавя поддръжка за nankKONTROL2. |
| 10.8 (beta)          | 30 септември 2012 | Фиксирани бъгове на филтрите, фиксирани бъгове на видеоплеъра. |
| 10.9 (beta)          | 12 декември 2012  | Фиксирани бъгове, фиксирано натоварване на процесора. |
| 10.10 (beta)         | 28 февруари 2013  | Поддртжка на Novation Launchpad S & основна поддръжка на Launchkey, VFX Color Mapper плъгин, VFX Key Mapper плъгин, Gross Beat: Кликнете Функция за намаляване, подобрена скорост Sinc интерполатор, Synthmaker актуализиран, Flowstone, Newtone: добавя режим деформиратор                                                        |
| 11.x                 | 24 април 2013     | Image-Line обявява чрез своята Facebook страница, че FL Studio 11 е вече на разположение. |
| 11.5 (Alpha Preview) | 15 април 2014     | Това е ограничен Alpha Edition. В него са включени в процес на работа версия на новия вектор базиран GUI. |
| 11.5 (Beta)          | 16 март 2015      | FL Studio 12 Beta 4 е последната бета версия на FL Studio 12. Новите функции включват окончателната версия на новия графичен интерфейс, мултитъч подкрепата, опростена инсталация VST плъгин и способността да плъзнете множество файлове към списъка за изпълнение                                                                |
| 12.0.1               | 22 април 2015     | Image-Line съобщава, че FL Studio 12 е вече на разположение. Добавени са окончателните щрихи върху плъгини, мулти-тъч поддръжка, нов миксер, 32 и 64 битов плъгин и подобрено управление на файлове. |